# Samsung Behold II
Samsung Behold II là điện thoại thông minh màn hình cảm ứng, tương thích 3G với camera 5.0 megapixel. Samsung Behold II được cung cấp hệ điều hành Android, trở thành điện thoại chạy Android thứ tư của T-Mobile USA. Các điện thoại chạy Android khác của T-Mobile là G1 (HTC Dream), myTouch 3G (HTC Magic) và Motorola CLIQ. Nó được phát hành vào ngày 18 tháng 11 năm 2009. Vào ngày 27 tháng 5 năm 2010, Samsung đã thông báo rằng Android 1.6 "Donut" sẽ là bản phát hành phần mềm cuối cùng cho thiết bị.

## Thiết kế
Samsung Behold II là phiên bản cập nhật của Samsung Behold. Samsung Behold và Samsung Behold II đều là điện thoại di động kiểu candybar với màn hình cảm ứng. Samsung Behold II có phiên bản Màn hình cảm ứng OLED Active-matrix 3.2 inch với độ phân giải HVGA hoạt động với giao diện TouchWiz. Với màn hình cảm ứng và giao diện này, người ta có thể tùy chỉnh ba màn hình chính khác nhau với các vật dụng và phím tắt, và một "cube menu" cung cấp quyền truy cập vào sáu tính năng đa phương tiện: âm nhạc, hình ảnh, video, Internet, YouTube và Amazon MP3.

## Giao diện
Behold II sử dụng giao diện người dùng TouchWiz của Samsung. Giao diện này đã được sử dụng với nhiều điện thoại màn hình cảm ứng Samsung trên các công ty khác nhau như Samsung eternity. Giao diện này cho phép người dùng cá nhân hóa điện thoại của họ theo cách họ chọn bằng cách thay đổi giao diện màn hình chính của họ và cách thêm các tiện ích. Samsung Behold II có ba màn hình chính, gồm màn hình chính và sau đó nếu người dùng trượt ngón tay trên màn hình sẽ xuất hiện thêm ở bên phải và cả bên trái. Như đã nêu trên trang web của Samsung: Giao diện người dùng 'kéo và thả' cho phép người dùng có các phím tắt trên màn hình chính, từ đó cho phép họ truy cập nhanh vào một số ứng dụng được sử dụng nhiều nhất. Behold II có một menu các vật dụng từng được đặt trên màn hình chính, chúng có thể hiển thị các chức năng hữu ích như đồng hồ, trình phát radio, máy nghe nhạc và thậm chí các yếu tố cá nhân từ ảnh đến lời nhắc sinh nhật. Samsung có công nghệ xúc giác có thể mang lại cho người dùng cảm giác phản hồi rõ rệt khi chạm vào màn hình. Tuy nhiên, khi Samsung tạo giao diện người dùng TouchWiz trên Android, họ đã không giới hạn giao diện người dùng cho phép người dùng xếp chồng các biểu tượng ứng dụng lên nhau.

## Máy ảnh
Samsung Behold II được trang bị camera 5.0 megapixel. Máy ảnh này có một vài tính năng cụ thể bao gồm tính năng tự động lấy nét, đèn flash và khả năng quay video.

## Thông tin thêm
Samsung Behold II có khả năng lưu trữ tới 16 GB bộ nhớ thêm thông qua khe cắm microSD. Nó có Bluetooth 2.1, Wi-Fi và Wi-Fi radio, GPS và hỗ trợ cho các dịch vụ của Google và Exchange ActiveSync. Thông qua các dịch vụ của Google, Behold II có Google Tìm kiếm, Google Maps, Gmail, Lịch Google và Google Talk. Behold II có Trình duyệt Chrome Lite. Ngoài ra nó có ăng-ten bên trong, báo thức, lịch, máy tính, đồng hồ bấm giờ và một ứng dụng cho danh sách việc cần làm, có thể được tạo thành các widget. Danh bạ cho phép người dùng có nhiều số trên mỗi số liên lạc. Người dùng cũng có thể có ID hình ảnh và mạng xã hội Ring ID cho mỗi liên hệ nếu họ chọn. Điện thoại này có nhiều tính năng hơn như có loa ngoài và ứng dụng ghi âm giọng nói.

### Cấu hình Bluetooth
Behold II hỗ trợ các cấu hình Bluetooth sau:
- Headset Profile (HSP)
- Hands-Free Profile (HFP)
- Advanced Audio Distribution Profile (A2DP)
- Object Push Profile (OPP)
- Basic Printing Profile (BPP)

## Cập nhật tranh cãi
Bất chấp những tuyên bố trong quảng cáo và quảng cáo truyền hình rằng Behold II sẽ tiếp tục nhận được các bản cập nhật firmware cho hệ điều hành Android, vào ngày 27 tháng 5 năm 2010, chỉ sáu tháng sau khi phát hành thiết bị ban đầu, Samsung đột ngột tuyên bố rằng Android 1.6 "Donut" sẽ là bản cuối cùng cập nhật. Quyết định kinh doanh này của Samsung đã khiến nhiều người dùng tức giận, khiến mọi người suy đoán rằng có thể có một vụ kiện tập thể.
Mặc dù nền tảng Android là nguồn mở, các khía cạnh độc quyền liên quan đến thiết bị Samsung này là nguồn đóng và thường không khả dụng, khiến việc tiếp tục cập nhật chương trình cơ sở của bên thứ ba là không thể.